# Verrebroek
Verrebroek è una frazione del comune di Beveren, nelle Fiandre Orientali, in Belgio.

## Storia
Già comune autonomo, fu soppresso e unito a Beveren nel 1977.